# Saga-gun

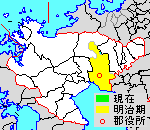
Meiji-Zeitliche Ausdehnung von Saga (gelb) in Saga (weiß) mit Gemeindegrenzen des 3. Jahrtausends (schwarz)

Saga (japanisch 佐賀郡 Saga-gun, vormodern Saga no kōri gelesen) war der als ursprünglicher Verwaltungssitz namensgebende Kreis des modernen japanischen modernen Saga und ein Kreis des antiken Hizen in Saikaidō. 2007 erlosch er mit der Eingemeindung der letzten drei verbliebenen Städte in Saga nach Saga, zu dem sein ursprüngliches Gebiet heute vollständig gehört.

## Gemeinden 1889
| Gemeindegliederung von Saga in Saga (Ziffern) 1889, unterstrichen das Jahr des Ausscheidens, * ist das 1889 als kreisfreie Stadt (-shi) abgetrennte vorherige Saga in Saga in Saga, das auch danach Sitz der Kreisverwaltung von Saga blieb. | |
| - 1 北川副村 Kita-Kawasoe-mura, 1954 zu Saga-shi - 2 東川副村 Higashi-Kawasoe-mura, 1955 zu 諸富町 Torodomi-chō (2005 zu Saga-shi) - 3 新北村 Nikita-mura, 1955 zu Torodomi-chō (2005 zu Saga-shi) - 4 中川副村 Naka-Kawasoe-mura, 1955 zu 川副町 Kawasoe-machi (2007 zu Saga-shi) - 5 大詫間村 Ōdakuma-mura, 1955 zu Kawasoe-machi (2007 zu Saga-shi) - 6 南川副村 Minami-Kawasoe-mura, 1955 zu Kawasoe-machi (2007 zu Saga-shi) - 7 西川副村 Nishi-Kawasoe-mura, 1956 zu Kawasoe-machi (2007 zu Saga-shi) - 8 本庄村 Honjō-mura, 1954 zu Saga-shi - 9 東与賀村 Higashi-Yoka-mura, ab 1966 東与賀町 Higashi-Yoka-chō, 2007 zu Saga-shi - 10 西与賀村 Nishi-Yoka-mura, 1954 zu Saga-shi - 11 嘉瀬村 Kase-mura, 1954 zu Saga-shi - 12 久保田村 Kubota-mura, ab 1967 久保田町 Kubota-chō, 2007 zu Saga-shi | - 13 神野村 Kōno-mura, 1922 zu Saga-shi - 14 古瀬村 Kose-mura, ab 1899 巨勢村 Kose-mura (andere Schreibung), 1954 zu Saga-shi - 15 鍋島村 Nabeshima-mura, 1954 zu Saga-shi - 16 兵庫村 Hyōgo-mura, 1954 zu Saga-shi - 17 高木瀬村 Takakise-mura, 1954 zu Saga-shi - 18 春日村 Kasuga-mura, 1955 zu 大和村 Yamato-mura (ab 1959 大和町 Yamato-chō, 2005 zu Saga-shi) - 19 金立村 Kinryū-mura, 1954 zu Saga-shi - 20 久保泉村 Kuboizumi-mura, 1954 zu Saga-shi - 21 川上村 Kawakami-mura, 1955 zu Yamato-mura (ab 1959 Yamato-chō, 2005 zu Saga-shi) - 22 小関村 Oseki-mura, 1956 mit zwei Gemeinden aus dem Ogi-gun zu 富士村 Fuji-mura (ab 1966 富士町 Fuji-chō, 2005 zu Saga-shi) - 23 松梅村 Matsuume-mura, 1955 zu Saga-shi |